# Амурская область
Аму́рская о́бласть — субъект Российской Федерации. Входит в состав Дальневосточного федерального округа, является частью Дальневосточного экономического района. Площадь территории 361 908 км² (2,12 % от всей площади России). Население 753 046 чел. (2025).
Граничит с Якутией на севере, с Хабаровским краем на востоке, с Еврейской автономной областью на юго-востоке и с Забайкальским краем на западе. Юго-западная граница Амурской области является государственной границей Российской Федерации и граничит с провинцией Хэйлунцзян Китая.
Область возрождена 20 октября 1932 года в составе Дальневосточного (с 1938 года — Хабаровского) края. Указом Президиума Верховного Совета СССР от 2 августа 1948 года была выделена в самостоятельную область. Исторически области предшествовала Амурская губерния, образованная законом ДВР от 6 ноября 1922 года из упразднённой Амурской области, образованной в 1858 году.

## История
Амурская область учреждена 8 (20) декабря 1858 года в границах: на юге и юго-западе — по Амуру; на западе — от слияния Шилки и Аргуни; на северо-востоке по водоразделу бассейнов Амура и Лены до Станового хребта по нему, Джугдыру, Джагды и Ям-Алиню до верховьев Буреи, от них по прямой до Амура в месте впадения в него Уссури. Территория области в этих границах составляла 449 535 км².
В 1858—1884 годах область входила в состав Восточно-Сибирского генерал-губернаторства, затем, с 1884 по 1917 годы в состав Приамурского генерал-губернаторства. 5 июля 1878 года был утверждён герб Амурской области. В 1904 году часть области, в бассейне Урми и верхнего течения Амгуни, отошла к Приморской области.
Во время гражданской войны в 1918 году на территории области существовала Амурская трудовая социалистическая республика, с 6 апреля 1920 по 16 ноября 1922 года входила в состав Дальневосточной республики, после её ликвидации — в состав Дальневосточной области. Амурская область в прежних границах стала Амурской губернией. В её составе были образованы четыре уезда: Благовещенский, Свободненский, Завитинский и Зейский.
В 1926 году Дальневосточная область была преобразована в Дальневосточный край, а на территории губернии образованы два административных округа: Амурский (с входившими в него районами: Александровский, Амуро-Зейский, Екатерино-Никольский, Завитинский, Ивановский, Мазановский, Михайловский, Свободненский, Селемджино-Буреинский, Тамбовский, Хингано-Архаринский) с центром в Благовещенске и Зейский (районы Зейский, Могочинский, Рухловский, Тыгдинский) с центром в посёлке Рухлово, районы Некрасовский и Михайло-Семёновский на востоке губернии вошли в состав Хабаровского округа. В 1930 году окружное деление было упразднено, районы перешли в непосредственное подчинение крайисполкому в Хабаровске, в 1932 году восстановлено областное деление — в состав Амурской области включены районы Амурского и Зейского округов, но без упразднённых Амуро-Зейского (в 1931 году) и Екатерино-Никольского (в 1930 году) районов. В 1934 году в границах бывшего Зейского административного округа (и с тем же районированием) создана Зейская область, упразднённая в 1937 году, её районы вошли в состав Читинской области.
В 1932—1938 годах область входила в состав Дальневосточного края, разделённого на Приморский и Хабаровский. В составе последнего Амурская область находилась до 1948 года.
2 августа 1948 года область была выделена из состава Хабаровского края в самостоятельную область РСФСР, в её состав включены районы Читинской области (Зейский, Сковородинский, Тыгдинский, Джелтулакский, Нюкжинский, Зейско-Учурский). Одновременно в состав Хабаровского края был передан Верхнебуреинский район, таким образом в 1948 году в составе области было 23 района. В 1953 году упразднён Нюкжинский район, в 1954 году — Зейско-Учурский, в 1955 году — Кумарский.
В 1963 году созданы сельские (Белогорский, Бурейский, Ивановский, Михайловский, Октябрьский, Серышевский и Тамбовский, с 1964 года Архаринский и Мазановский) и промышленные районы (Джелтулакский, Зейский и Селемджинский). Благовещенский район вошёл в состав Ивановского, а Константиновский — Тамбовского районов. В 1965 году все промышленные и сельские районы были преобразованы обратно в административные, а в 1967 году вновь образованы Благовещенский и Константиновский районы.
В 1975 году Зея и Шимановск отнесены к городам областного подчинения, а посёлок городского типа Тындинский преобразован в город областного подчинения Тында. В 1977 году Джелтулакский район переименован в Тындинский с центром в городе Тында, Тыгдинский — в Магдагачинский с центром в посёлке городского типа Магдагачи.
- Постановление Президиума Далькрайисполкома «О проведении районирования Дальневосточного края» от ноября 1932 года
- Указ Президиума ВС СССР от 2 августа 1948 года «О выделении Амурской области из состава Хабаровского края в самостоятельную область РСФСР»

## Физико-географическая характеристика

### География

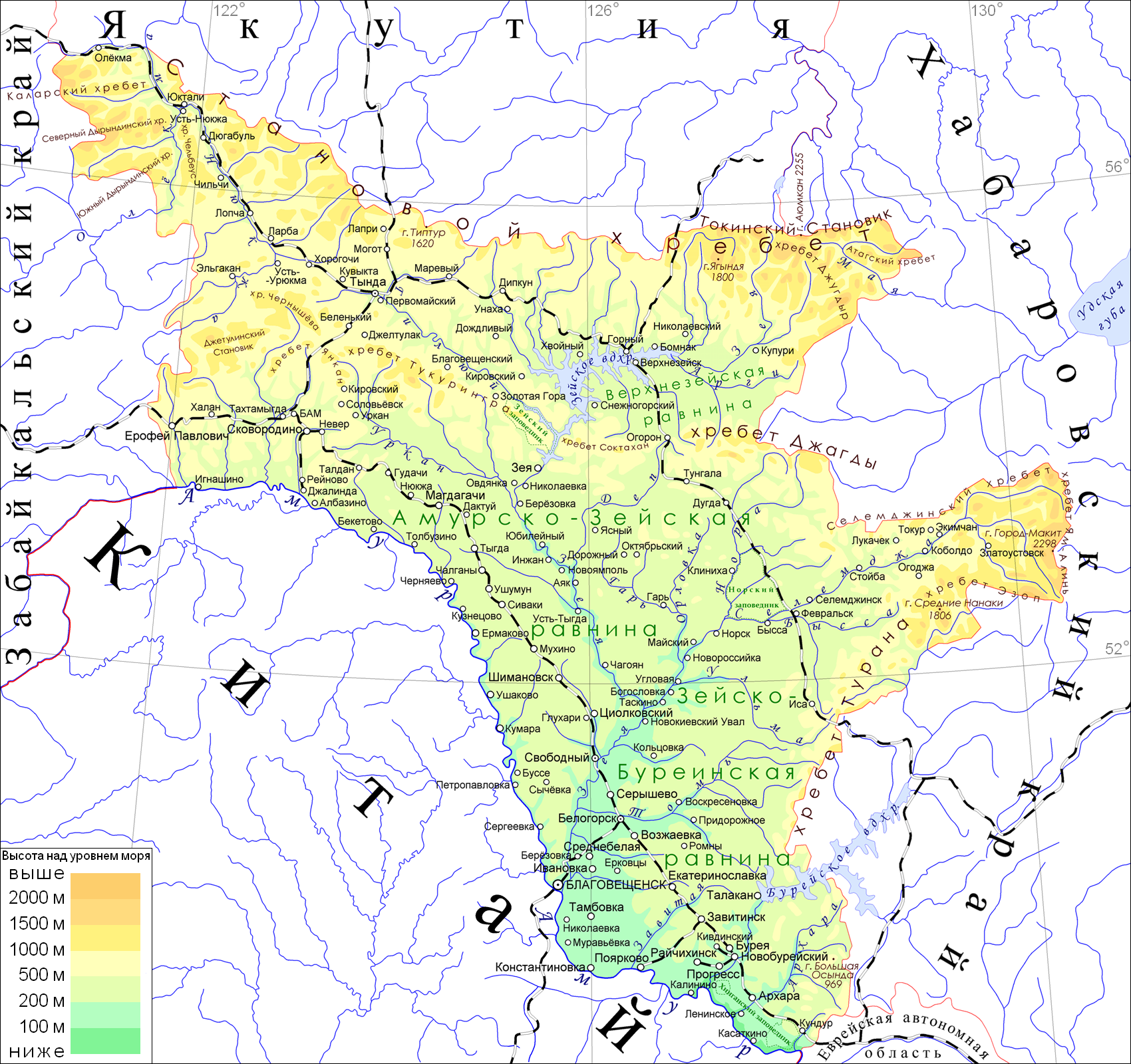
Карта Амурской области

Амурская область расположена на юго-востоке Российской Федерации, в умеренном климатическом поясе, между 48°51' и 57°04' с. ш. и 119°39' и 134°55' в. д., является частью Дальневосточного федерального округа. Расстояние от её административного центра — г. Благовещенска до Москвы по железной дороге — 7985 км, по воздуху — 6480 км. К Северному полюсу (около 5000 км) область расположена ближе, чем к экватору (около 6000 км).
Амурская область не имеет прямого выхода к морям. Северо-восток её удалён от холодного Охотского моря (известного как «мешок со льдом») всего на 150 км, а срединные районы — на 500—600 км. От тёплого Японского моря она удалена на 600—800 км. Протяжённость с севера на юг составляет 750 км, а с северо-запада на юго-восток — 1150 км. По территории примерно сопоставима с Германией.
Большая часть области находится в бассейне Верхнего и Среднего Амура, что и определяет её название.
Область вместе с частью Якутии входит в девятый
часовой пояс, в котором разница с московским временем составляет шесть часов.

### Климат

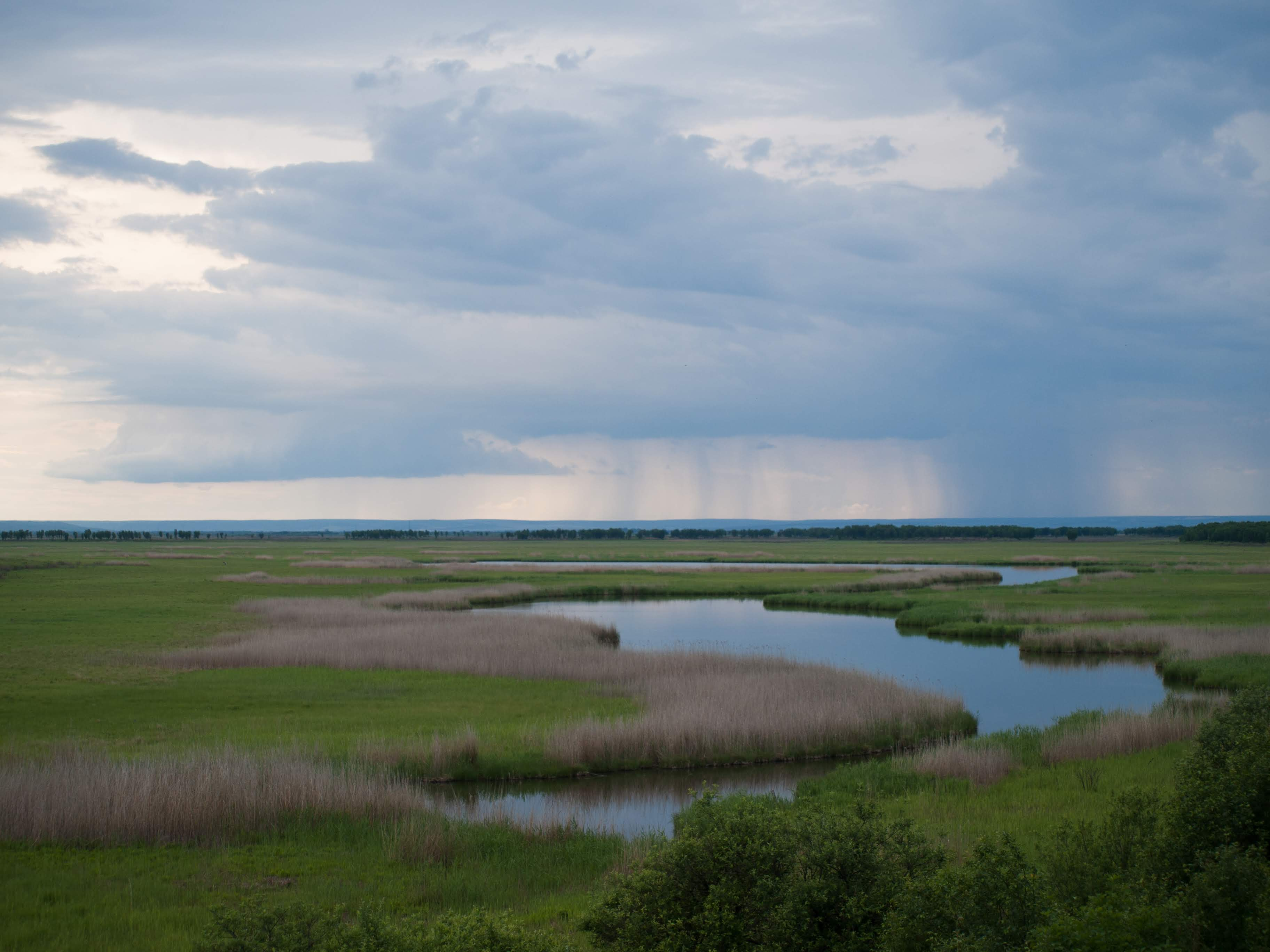
Летние муссонные дожди на юге области

Климат Амурской области переходный от резко континентального на северо-западе к муссонному на юго-востоке.  Формирование такого климата обусловлено взаимодействием солнечной радиации, циркуляции воздушных масс и следующих географических факторов: широтное положение, удалённость территории от моря, влияние подстилающей поверхности в виде рельефа, растительности, водных объектов. На карте климатического районирования России основная часть Амурской области находится в муссонной дальневосточной области умеренного климатического пояса, а северо-запад Приамурья расположен в континентальной восточно-сибирской области этого же климатического пояса.
В Амурской области Зейский, Селемджинский и Тындинский районы, а также города Зея и Тында приравнены к районам Крайнего Севера. Граница островной вечной мерзлоты проходит рядом с местом впадения Селемджи в Зею, не достигая Свободного.
Климат, прежде всего, характеризуют показатели температуры самого холодного и самого тёплого месяцев. Одинаковые показатели разных мест объединяются изотермами. В январе изотермы с самыми низкими показателями приурочены к горным районам. На севере области средняя январская температура опускается до −29 °С. В межгорных впадинах ниже. К югу температуры повышаются. На юге проходят изотермы от −25 °C до −21 °С. Зима в области суровая. На широте Благовещенска находится город Воронеж, где средняя температура января −6 °С, а в Благовещенске она составляет −21 °С. Абсолютный минимум −45,4 °С.
Лето на юге области очень тёплое с достаточным или избыточным увлажнением. Здесь проходят июльские изотермы от 21 °C до 22 °С. Тёплым бывает лето и в межгорных долинах севера, где средние июльские температуры поднимаются до 18—19 °С. В горных районах температура с высотой достигает 12 °С. Абсолютные максимумы температуры на севере области могут достигать 38 °С, а на юге до 42 °С.
Годовое количество осадков в области велико: в северо-восточных горных и восточных районах их величина составляет от 900 до 1000 мм. В районах, тяготеющих к Амуру и нижнему течению реки Зеи, осадков выпадает меньше. Так, в районе посёлка Ерофей Павлович — до 500 мм, в Благовещенске — до 570 мм, а в районе Архары — до 640 мм.
Для всей области характерен летний максимум осадков, что обусловлено муссонностью климата. За июнь, июль и август может выпадать до 70 % годовой нормы осадков. Возможны колебания в выпадении осадков. Так, летом с возрастанием испарения увеличивается абсолютная и относительная влажность, а весной из-за сухости воздуха снежный покров большей частью испаряется, и следствием этого становится незначительный весенний подъём уровня воды в реках.

### Растительность
В Амурской области представлены ландшафты тайги, подтайги и широколиственных лесов. По другим данным, на юге области раскинулась лесостепь. Хребты Тукурингра—Джагды делят тайгу на среднюю и южную подзоны. На широтную зональность налагается высотная поясность гор, что делает растительный покров Приамурья более сложным, добавляя в его состав гольцовый пояс (альпийские тундры) и пояс стлаников с фрагментами каменноберёзовых лесов. Различное расстояние до Тихого океана способствует секторной дифференциации растительности: на большей части Амурской области светлохвойная тайга переходит через подтаёжные сосново-дубовые и лиственнично-дубовые леса в «амурские прерии» и дубово-черноберёзовые леса, а появляющаяся на восточной окраине области пихтово-еловая тайга сменяется северным вариантом кедрово-широколиственных лесов с вторичными дубняками, липняками, берёзовыми и осиновыми формациями на их месте.

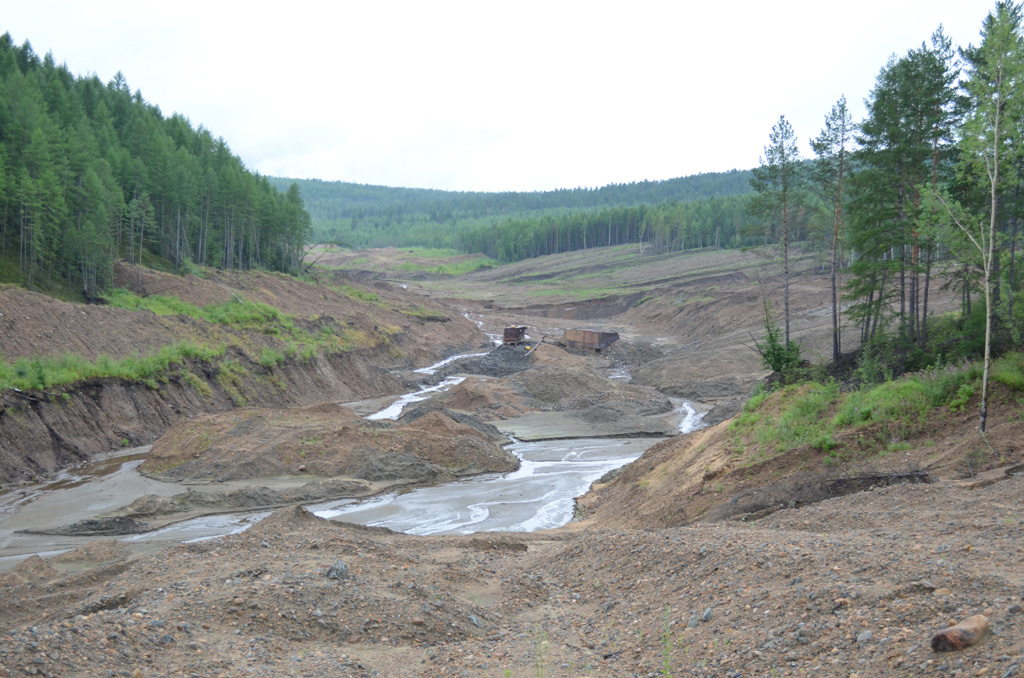
Тындинский район
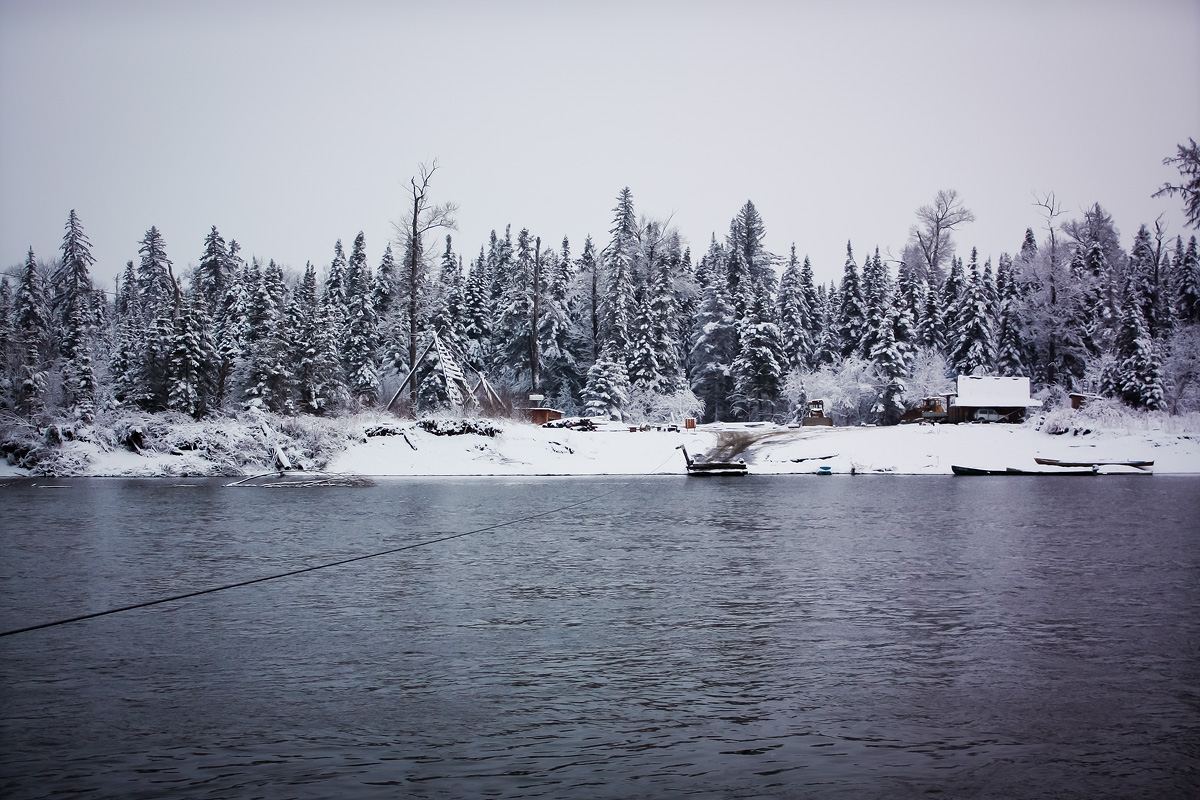
Селемджинский район
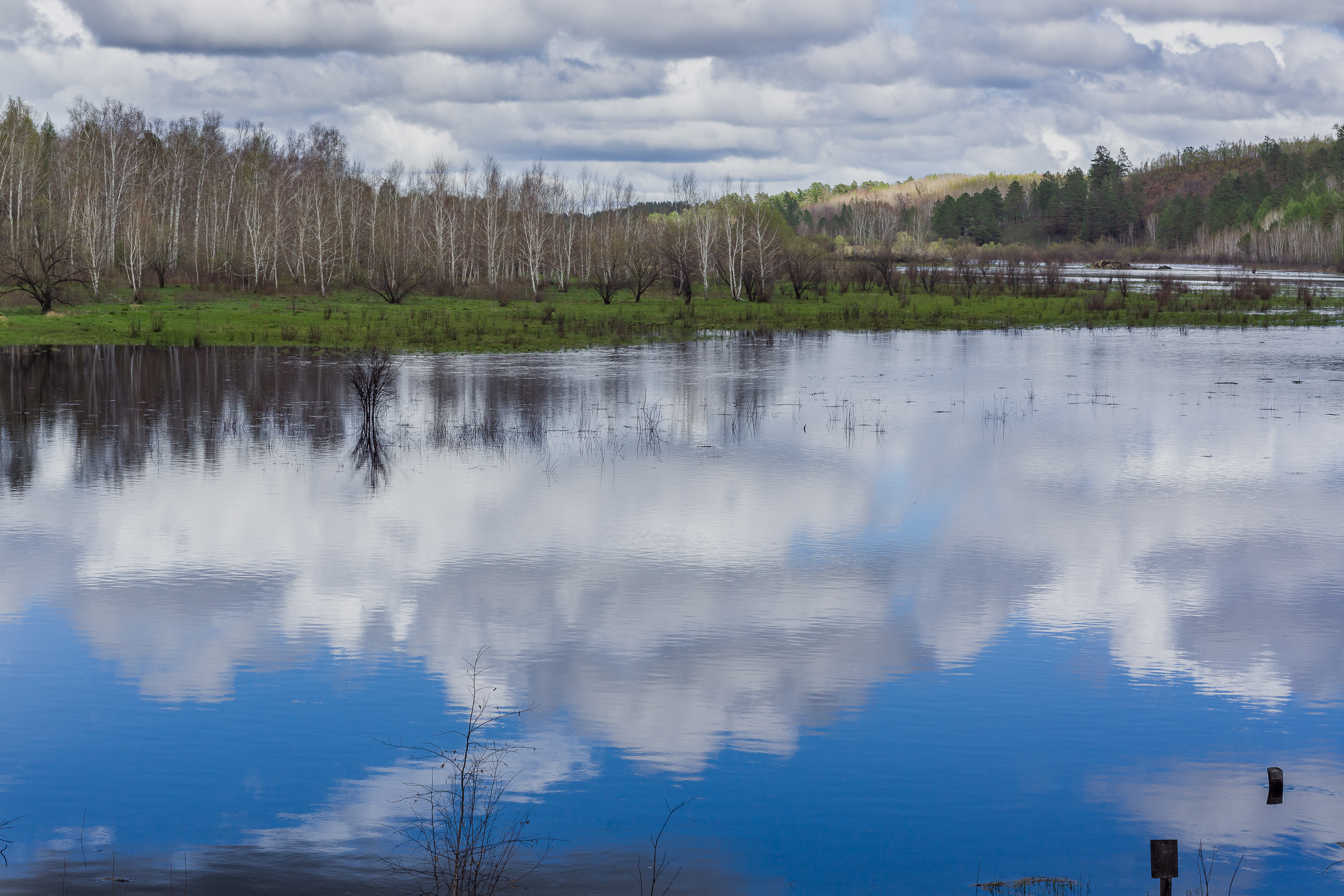
Свободненский район (подтайга)
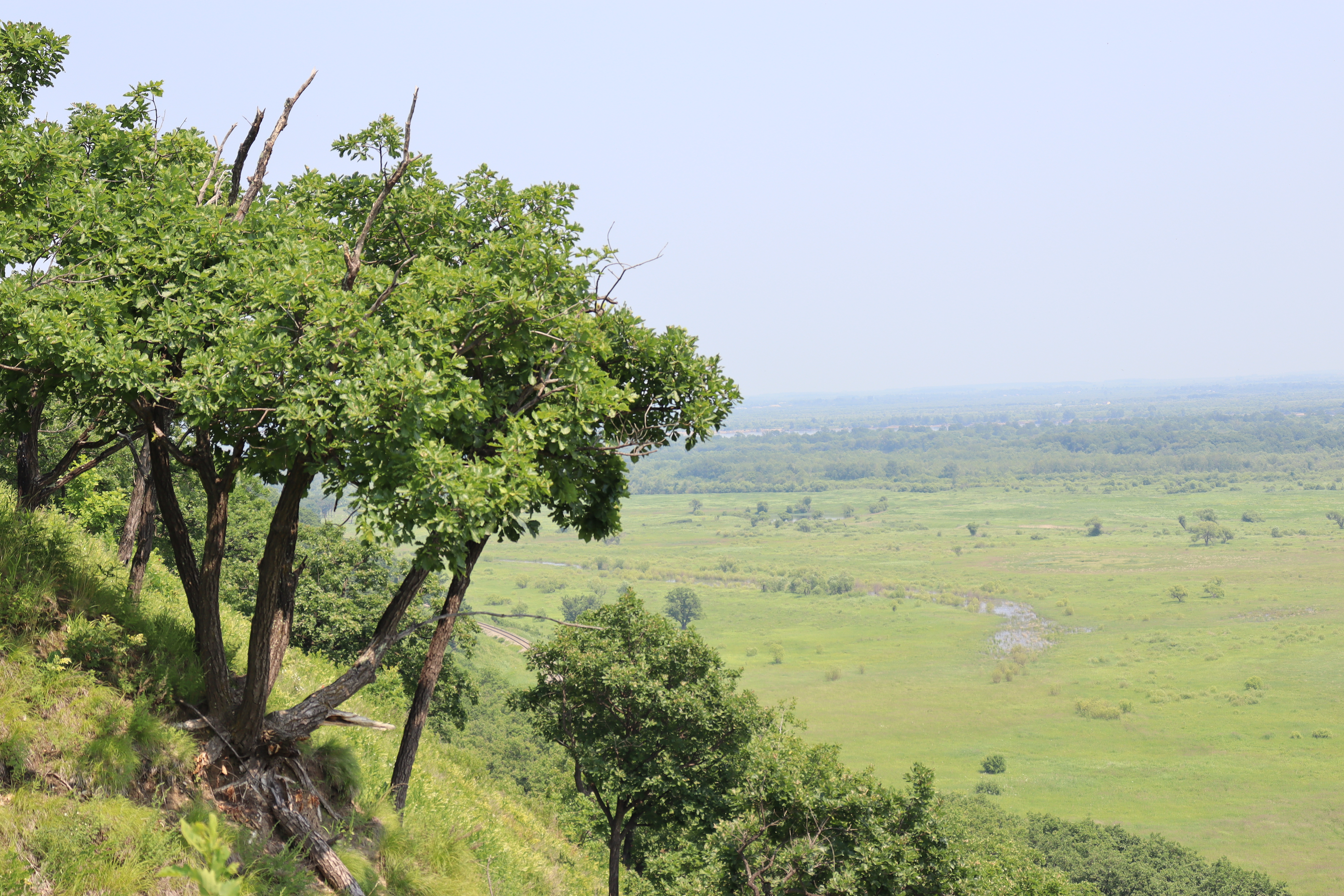
Благовещенский район

Ниже раскрыт флористический состав некоторых растительных сообществ. «Амурские прерии» оказались под угрозой исчезновения из-за распашки плодородных лугово-чернозёмновидных почв (зональная растительность на зональном типе почв).
- Водные и околоводные растения: лотос, бразения Шребера, белокрыльник болотный, кувшинка четырёхгранная, оттелия частуховидная, монохория Корсакова, трапелла китайская, кальдезия белозоролистная, рогульник плавающий, рдест, ряска, сальвиния плавающая, виды камыша и рогоза…[19][20]
- Остепнённые луга, включая «амурские прерии»: тростничок уклоняющийся, полевица Триниуса, виды вейника, осоки, полыни, горошка, герани и фиалки, астра татарская, патриния скабиозолистная, красоднев малый, ирис мечевидный, лилия низкая, ширококолокольчик крупноцветковый, шлемник байкальский, гвоздика китайская, посконник Линдлея, серпуха маньчжурская, прострел Турчанинова, зверобой большой…[16][19]
- Долинные широколиственные леса и заросли боярышника: вяз японский, тополь Максимовича, ясень маньчжурский, липа амурская, бархат амурский, орех маньчжурский, вяз разрезной, клёны мелколистный и Гиннала, черёмуха обыкновенная, груша уссурийская, сирень амурская, маакия амурская, боярышник даурский, яблоня ягодная, шиповник даурский, свидина белая, жимолость золотистая, бересклет бородавчатый (малоцветковый), рябинник рябинолистный, виноград амурский, лимонник китайский, луносемянник даурский, диоскорея ниппонская, страусник, фрима азиатская, крапива, дудник, осока…[19][21][22]

Лесной фонд 314,8 тыс. км², покрытые лесом 263 тыс. км²
Лесистость административных районов Амурской области

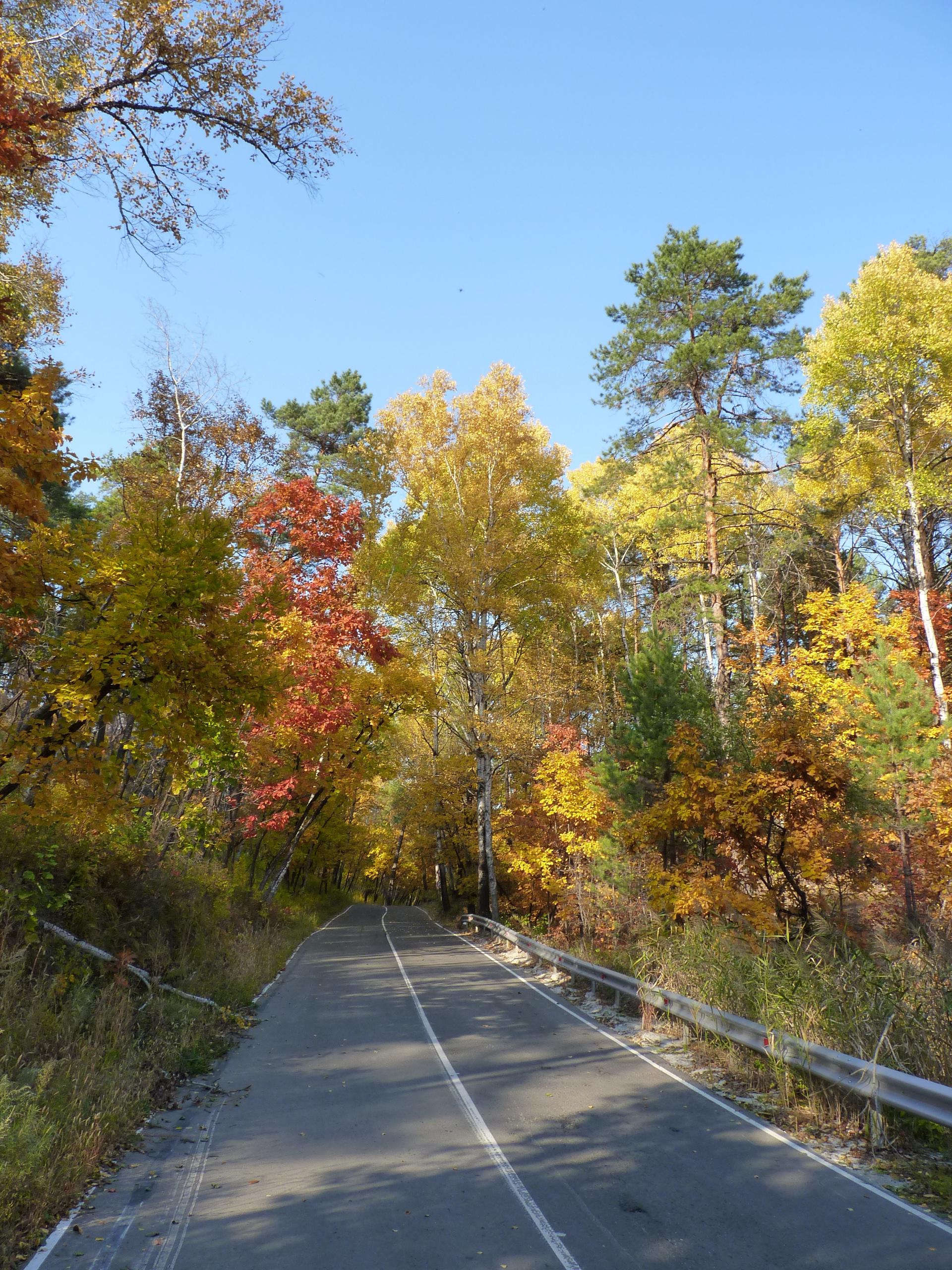
Леса Благовещенского района

| Район            | Общая площадь   | Общая площадь        | Лесопокрытая, тыс. га | Лесопокрытая, тыс. га | Лесистость, % |
| Район            | район, тыс. км² | лесной фонд, тыс. га | Всего                 | Лесхозов              | Лесистость, % |
| ---------------- | --------------- | -------------------- | --------------------- | --------------------- | ------------- |
| Архаринский      | 14,4            | 1107,5               | 791                   | 735                   | 54,2          |
| Белогорский      | 2,6             | 4,7                  | 2,8                   | 2,2                   | 0,9           |
| Благовещенский   | 3,1             | 135,8                | 114,1                 | 64,1                  | 37,1          |
| Бурейский        | 7,1             | 412,2                | 327                   | 294,3                 | 46,6          |
| Завитинский      | 3,3             | 158,2                | 94,7                  | 30                    | 23,6          |
| Зейский          | 87,5            | 8489,5               | 6470,2                | 6386,3                | 65,5          |
| Ивановский       | 2,7             | 2,5                  | 2,1                   | -                     | 1             |
| Константиновский | 1,8             | 1,7                  | 1,6                   | -                     | 0,9           |
| Магдагачинский   | 14,8            | 1402                 | 1132                  | 1099                  | 69,5          |
| Мазановский      | 28,3            | 2474,7               | 1542,5                | 1447,8                | 54,5          |
| Михайловский     | 3,03            | 11,1                 | 10,9                  | 5,5                   | 3,6           |
| Октябрьский      | 3,38            | 47,3                 | 43,9                  | 6,0                   | 13,0          |
| Ромненский       | 10,1            | 801,2                | 522,8                 | 502,1                 | 51,8          |
| Свободненский    | 7,52            | 514,3                | 331,5                 | 249,5                 | 44,1          |
| Селемджинский    | 46,67           | 4646,7               | 3585,6                | 3477                  | 76,8          |
| Серышевский      | 3,8             | 56,5                 | 38,2                  | 12,8                  | 10,1          |
| Сковородинский   | 20,05           | 1833                 | 1524,4                | 1522,8                | 74,4          |
| Тамбовский       | 2,51            | 1,5                  | 1,0                   | -                     | 0,4           |
| Тындинский       | 83,41           | 8326,7               | 5798                  | 5793,3                | 69,5          |
| Шимановский      | 14,6            | 1277,8               | 1007,8                | 899,4                 | 69,0          |
| г. Благовещенск  | 0,321           | 11,2                 | 11,1                  | 0,6                   | 34,6          |
| г. Белогорск     | 0,136           | 1,7                  | 0,6                   | 0,6                   | 4,4           |
| г. Райчихинск    | 0,393           | 7,3                  | 4,4                   | 4,4                   | 11,2          |

## Население
| 1858       | 1859       | 1860     | 1861     | 1862     | 1863     | 1864       | 1865       | 1866       | 1867       | 1868       | 1869       | 1870       | 1871       | 1872       |
| ---------- | ---------- | -------- | -------- | -------- | -------- | ---------- | ---------- | ---------- | ---------- | ---------- | ---------- | ---------- | ---------- | ---------- |
| 2950       | ↗7180      | ↗8875    | ↗11 629  | ↗13 429  | ↗14 825  | ↗16 077    | ↗17 966    | ↗19 223    | ↗20 649    | ↗22 819    | ↗23 837    | ↗24 315    | ↗24 551    | ↗25 204    |
| 1873       | 1874       | 1875     | 1876     | 1877     | 1878     | 1879       | 1880       | 1881       | 1882       | 1883       | 1884       | 1885       | 1886       | 1887       |
| ↗25 564    | ↗26 753    | ↗30 588  | ↗31 443  | ↗32 303  | ↗39 204  | ↗40 070    | ↗41 395    | ↗42 826    | ↗44 876    | ↗47 159    | ↗48 857    | ↗52 015    | ↗53 780    | ↗59 264    |
| 1888       | 1889       | 1890     | 1891     | 1892     | 1893     | 1894       | 1895       | 1896       | 1897       | 1898       | 1899       | 1900       | 1901       | 1902       |
| ↗61 331    | ↗65 401    | ↗70 705  | ↗72 784  | ↗78 771  | ↗83 027  | ↗87 442    | ↗102 414   | ↗114 291   | ↗118 570   | ↗121 351   | ↗126 414   | ↗130 430   | ↗132 348   | ↗138 387   |
| 1903       | 1904       | 1905     | 1906     | 1907     | 1908     | 1909       | 1910       | 1911       | 1912       | 1913       | 1914       | 1915       | 1917       | 1920       |
| ↗154 065   | ↗158 182   | ↗161 360 | ↗166 387 | ↗171 215 | ↗191 059 | ↗212 396   | ↗240 710   | ↗286 263   | ↗316 769   | ↗323 010   | ↗348 540   | ↘329 275   | ↗341 600   | ↗394 157   |
| 1925       | 1926       | 1928     | 1929     | 1930     | 1933     | 1939       | 1940       | 1941       | 1942       | 1943       | 1944       | 1945       | 1946       | 1950       |
| ↗406 100   | ↗412 200   | ↗468 000 | ↗509 000 | ↗523 400 | ↗547 800 | ↗634 000   | ↗664 000   | ↘531 100   | ↘461 500   | ↘444 600   | ↘442 300   | ↘431 100   | ↗457 700   | ↗585 200   |
| 1951       | 1956       | 1959     | 1961     | 1962     | 1963     | 1964       | 1965       | 1966       | 1968       | 1970       | 1971       | 1972       | 1973       | 1974       |
| ↗618 000   | ↗737 000   | ↘717 514 | ↗725 000 | ↗733 000 | ↗742 000 | ↗756 000   | ↗769 200   | ↗781 000   | ↗782 000   | ↗793 449   | ↗804 000   | ↗825 000   | ↗841 000   | ↗849 000   |
| 1976       | 1978       | 1979     | 1980     | 1981     | 1982     | 1983       | 1984       | 1985       | 1986       | 1987       | 1989       | 1990       | 1991       | 1992       |
| ↗901 000   | ↗951 000   | ↘937 389 | ↗954 000 | ↗969 000 | ↗990 000 | ↗1 007 000 | ↗1 021 000 | ↗1 031 000 | ↗1 041 000 | ↗1 053 000 | ↗1 057 781 | ↘1 055 337 | ↘1 054 267 | ↘1 048 649 |
| 1993       | 1994       | 1995     | 1996     | 1997     | 1998     | 1999       | 2000       | 2001       | 2002       | 2003       | 2004       | 2005       | 2006       | 2007       |
| ↘1 029 516 | ↘1 018 407 | ↘995 012 | ↘986 417 | ↘974 942 | ↘962 023 | ↘949 526   | ↘935 607   | ↘923 055   | ↘902 844   | ↘901 044   | ↘894 485   | ↘887 599   | ↘881 091   | ↘874 613   |
| 2008       | 2009       | 2010     | 2011     | 2012     | 2013     | 2014       | 2015       | 2016       | 2017       | 2018       | 2019       | 2020       | 2021       | 2022       |
| ↘869 617   | ↘864 458   | ↘830 103 | ↘828 660 | ↘821 573 | ↘816 910 | ↘811 274   | ↘809 873   | ↘805 689   | ↘801 752   | ↘798 424   | ↘793 194   | ↘790 044   | ↘766 912   | ↘763 570   |
| 2023       | 2024       | 2025     |          |          |          |            |            |            |            |            |            |            |            |            |
| ↘756 198   | ↘750 083   | ↗753 046 |          |          |          |            |            |            |            |            |            |            |            |            |

Численность населения области по данным Росстата составляет 753 046 чел. (2025). Плотность населения — 2,08 чел./км² (2025). Городское население — 
69,12 % (2022).
Национальный состав в 1959—2010 гг.
| Народ    | 1959   | 1970   | 1979   | 1989   | 2002   | 2010   |
| -------- | ------ | ------ | ------ | ------ | ------ | ------ |
| Русские  | 87,8 % | 90,9 % | 88,7 % | 86,8 % | 92,2 % | 93,4 % |
| Украинцы | 7,8 %  | 5,2 %  | 6,2 %  | 6,7 %  | 3,5 %  | 2,0 %  |

## Административно-территориальное деление
| № на карте                            | Название           | Код ОКАТО | Население, жит. | Территория, км² | Плотность, чел./км² | Административный центр |
| ------------------------------------- | ------------------ | --------- | --------------- | --------------- | ------------------- | ---------------------- |
| Города, пгт и ЗАТО (городские округа) |                    |           |                 |                 |                     |                        |
| 1                                     | город Белогорск    | 10 410    | ↘60 313         | 135,51          | 445.08              | г. Белогорск           |
| 2                                     | город Благовещенск | 10 401    | ↗245 256        | 320,97          | 764.11              | г. Благовещенск        |
| 3                                     | город Зея          | 10 412    | ↘18 864         | 45              | 419.2               | г. Зея                 |
| 4                                     | пгт Прогресс       | 10 465    | ↘10 970         | 101,45          | 108.13              | пгт Прогресс           |
| 5                                     | город Райчихинск   | 10 420    | ↗17 451         | 225,5           | 77.39               | г. Райчихинск          |
| 6                                     | город Свободный    | 10 430    | ↗48 789         | 225             | 216.84              | г. Свободный           |
| 7                                     | город Тында        | 10 430    | ↘27 626         | 124             | 222.79              | г. Тында               |
| 8                                     | город Шимановск    | 10 440    | ↘16 178         | 50              | 323.56              | г. Шимановск           |
| 9                                     | ЗАТО Циолковский   | 10 545    | ↗7429           | 63,3            | 117.36              | г. Циолковский         |
| Муниципальные округа                  |                    |           |                 |                 |                     |                        |
| 2                                     | Белогорский        | 10 208    | ↘17 256         | 2590,88         | 6.66                | г. Белогорск           |
| 4                                     | Бурейский          | 10 215    | ↘16 940         | 7100            | 4,3                 | пгт Новобурейский      |
| 5                                     | Завитинский        | 10 221    | ↘11 783         | 3300            | 5,73                | г. Завитинск           |
| 7                                     | Ивановский         | 10 228    | ↘21 126         | 2600            | 11,77               | с. Ивановка            |
| 13                                    | Ромненский         | 10 240    | ↘7325           | 10100           | 1,03                | с. Ромны               |
| 19                                    | Тындинский         | 10 254    | ↘13 606         | 83300           | 0,19                | г. Тында               |
| Районы (муниципальные районы)         |                    |           |                 |                 |                     |                        |
| 1                                     | Архаринский        | 10 205    | ↘12 729         | 14354,59        | 0.89                | пгт Архара             |
| 3                                     | Благовещенский     | 10 211    | ↗35 071         | 2984,21         | 11.75               | г. Благовещенск        |
| 6                                     | Зейский            | 10 225    | ↘11 572         | 87500           | 0,23                | г. Зея                 |
| 8                                     | Константиновский   | 10 230    | ↘10 829         | 1800            | 8,11                | с. Константиновка      |
| 9                                     | Магдагачинский     | 10 231    | ↘16 847         | 14800           | 1,13                | пгт Магдагачи          |
| 10                                    | Мазановский        | 10 232    | ↘9373           | 28300           | 0,52                | с. Новокиевский Увал   |
| 11                                    | Михайловский       | 10 235    | ↘12 478         | 3000            | 5,47                | с. Поярково            |
| 12                                    | Октябрьский        | 10 238    | ↘18 720         | 3400            | 6,795               | с. Екатеринославка     |
| 14                                    | Свободненский      | 10 242    | ↘11 506         | 7300            | 2,08                | г. Свободный           |
| 15                                    | Селемджинский      | 10 245    | ↘7262           | 46700           | 0,24                | пгт Экимчан            |
| 16                                    | Серышевский        | 10 247    | ↘21 156         | 3800            | 7,34                | пгт Серышево           |
| 17                                    | Сковородинский     | 10 249    | ↘20 328         | 20500           | 1,53                | г. Сковородино         |
| 18                                    | Тамбовский         | 10 251    | ↘20 534         | 2500            | 10,16               | с. Тамбовка            |
| 20                                    | Шимановский        | 10 255    | ↘5143           | 14600           | 0,51                | г. Шимановск           |

### Населённые пункты
Населённые пункты с численностью населения более 3500 человек
| Благовещенск | ↗239 932 |
| Белогорск    | ↘59 901  |
| Свободный    | ↗48 789  |
| Тында        | ↘27 626  |
| Зея          | ↘18 864  |
| Чигири       | ↗18 538  |
| Шимановск    | ↘16 178  |
| Райчихинск   | ↗15 860  |
| Прогресс     | ↘9820    |

| Серышево        | ↘9271 |
| Завитинск       | ↘9253 |
| Магдагачи       | ↘9056 |
| Екатеринославка | ↘9291 |
| Архара          | ↘7580 |
| Циолковский     | ↗7429 |
| Тамбовка        | ↗7394 |
| Поярково        | ↘6726 |
| Сковородино     | ↘6328 |

| Новобурейский   | ↘6676 |
| Ивановка        | ↗6516 |
| Возжаевка       | ↗5551 |
| Константиновка  | ↘4743 |
| Ерофей Павлович | ↘4239 |

### Власть
Губернатор Амурской области с 2018 года — Василий Александрович Орлов.
19 сентября 2021 года состоялись выборы в Законодательное собрание Амурской области. В региональный парламент прошли один самовыдвиженец и семь партии: «Единая Россия» — 18 мест, КПРФ — 3 места, ЛДПР, «Справедливая Россия — За правду», «Партия пенсионеров», «Новые люди» и «Коммунисты России» — по одному месту.
Председатель Законодательного собрания — Константин Викторович Дьяконов.

## Экономика

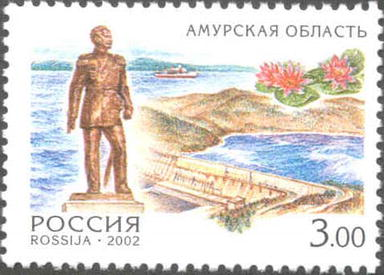
Почтовая марка России 2002 года из серии «Россия. Регионы», посвящённая Амурской области. На марке изображена плотина Зейской ГЭС, цветки лотоса Дальнего Востока, скульптура Н. Н. Муравьёва-Амурского из бронзы

В настоящее время структура промышленного производства имеет энергетически-сырьевую направленность. Основной удельный вес занимают энергетика и золотодобыча.
Здесь известны месторождения и проявления россыпного и рудного золота, серебра, титана, молибдена, вольфрама, меди, олова, полиметаллов, сурьмы, бурого и каменного угля, цеолитов, каолина, цементного сырья, апатита, графита, талька, полудрагоценных, облицовочных камней.
Приграничное положение, наличие значительного ресурсного потенциала, открывают для области большие возможности. Согласно Комплексному плану социально-экономического развития Амурской области до 2025 года выделены шесть центров экономического развития: газопереработки, добычи полезных ископаемых, агропромышленного, энергетического, туристско-рекреационного и космического, в рамках которых планируется реализация мероприятий капитального строительства, капитального ремонта, модернизации социальной, транспортной и жилищно-коммунальной инфраструктуры.
Основой центров экономического развития станут крупные инвестиционные проекты:
- развитие золотодобычи в Селемджинском районе, освоение Бамского золоторудного месторождения, наращивание добычи золота на Покровском и Маломырском рудниках, рост добычи угля в связи с наращиванием мощностей на разрезе «Ерковецкий» и началом освоения Огоджинского месторождения, освоение месторождения медно-никелевых руд «Кун-Манье», Дармаканского месторождения кварцевых песков, строительство автоклавного гидрометаллургического комплекса на Покровском месторождении;
- строительство и модернизация предприятий агропромышленного комплекса.
- завершение строительства Нижне-Бурейской ГЭС;
- Циолковский — формирование туристско-рекреационного кластера «АМУР»;
- реализация масштабных инвестиционных проектов — строительство магистрального газопровода «Сила Сибири» и Амурского газоперерабатывающего завода;
- строительство объектов космодрома «Восточный», реконструкция участков федеральной автодороги «Лена», строительство подъездов к населённым пунктам Амурской области от автомобильной дороги «Амур», строительство и реконструкция участков автодорог регионального и местного значения, пограничного мостового перехода через реку Амур (Хэйлунцзян) в районе городов Благовещенск (РФ) и Хэйхэ (КНР).

За период до 2025 года в области ожидается создание свыше 20 тысяч новых высокопроизводительных рабочих мест, доля обрабатывающего сегмента экономики увеличится с 3 до 30 процентов.
На территории Амурской области находится космодром Восточный.
В октябре 2015 в 14 км от города Свободный (в 2,5 километра от Юхты Дмитриевского сельсовета и в 7,4 километра от села Черниговка) начато строительство крупнейшего в России и одного из самых больших в мире Амурского газоперерабатывающего завода мощностью до 49 миллиардов кубометров в год, в состав которого войдёт крупнейший в мире комплекс по производству гелия мощностью до 60 миллионов кубометров в год. Стоимость строительства составит 790,6 миллиардов рублей. На пике строительства будет задействовано до 15 тысяч человек, на самом заводе будет создано около 3 тысяч рабочих мест. Запуск завода состоялся 9 июня 2021 года.
В непосредственной близости от Амурского газоперерабатывающего завода (АГПЗ) в августе 2020 года компания СИБУР начала строительство Амурского газохимического комплекса (АГХК) для производства полиэтилена и полипропилена из сырья АГПЗ. Предполагается, что АГХК станет одним из самых больших в мире предприятий по производству базовых полимеров. Плановый срок ввода в эксплуатацию — 2025 год.

### Промышленность
- Амурский газоперерабатывающий завод второй по объёму переработки природного газа (42 млрд м³ в год) и крупнейший в мире по производству гелия (до 60 млн м³ в год)[92].
- Свободненский вагоноремонтный завод
- Шимановский машиностроительный завод
- 680 Авиационный ремонтный завод
- Бурейский крановый завод
- Завод Амурский металлист
- Судостроительный завод

Энергетика
- Бурейская ГЭС мощностью 2010 МВт, годовой выработкой 7,1 млрд кВтч
- Зейская ГЭС мощностью 1330 МВт, годовой выработкой 4,9 млрд кВтч
- Нижне-Бурейская ГЭС мощностью 320 МВт, годовой выработкой 1,6 млрд кВтч
- Благовещенская ТЭЦ электрической мощностью 404 МВт и тепловой 1005,6 Гкал/ч.
- Свободненская ТЭС — 160 МВт и 434 Гкал/ч
- Райчихинская ГРЭС — 102 МВт и 238 Гкал/ч

### Сельское хозяйство
На 01.01.2020 численность сельского населения Амурской области 254 893 человек.
По распределению сельскохозяйственных земель Дальнего Востока Амурская область занимает ведущее место, на её долю приходится 38 % сельхозугодий и 59 % пашни Дальневосточного экономического региона.
По итогам 2020 года Амурская область заняла первое место по объёму сельхозпродукции среди всех субъектов Дальнего Востока (а в его составе 11 субъектов, в том числе и более южные). Общая стоимость произведённой продукции составила 53,9 миллиарда рублей, из них 28,4 миллиарда рублей — в сельскохозяйственных организациях. В 2020 году объём производства продукции сельского хозяйства в хозяйствах увеличился на 4 %, рост растениеводства на 8 %, животноводство сократилось на 3,6 %. Рост производства продукции растениеводства был обусловлен увеличением валовых сборов сои на 13,4 %, зерновых культур — на 15,6 %.
Животноводство
Животноводство. Мясное (герефордская, абердин-ангусская, шаролезская), молочное скотоводство, птицеводство, пчеловодство, оленеводство, звероводство, свиноводство. По численности крупного рогатого скота, свиней и птиц регион занимает вторую позицию среди регионов в Дальневосточном федеральном округе.
Поголовье крупного рогатого скота на начало 2019 года составляло 83 тыс. голов, свиней — около 35,4 тыс. голов, овец и коз — 18,3 тыс. голов, птицы — 2,1 млн голов. Было произведено 42 тыс. тонн молока и более 134 млн штук яиц. Средний надой на одну корову — 6,2 тыс. кг в год. На производство молока работает 14 молочных хозяйств.
Поголовье крупного рогатого скота на 1 июля 2020 года составляет 74,8 тыс. голов, в том числе коров- 35,2 тыс. голов, свиней — 31,3 тыс. голов, овец и коз — 18,3 тыс. голов, птицы — 2,177 млн голов. Основная причина сокращения численности крупного рогатого скота связана с принятием решения о ликвидации животноводства в некоторых сельхозпредприятиях. Молочным скотоводством занимается 12 сельхозпредприятий и более 120 фермерских хозяйств.
Пчеловодство
Климатические условия благоприятствуют развитию пчеловодства. Насчитывается около 41,5 тыс. пчелосемей. Основными медоносами являются гречиха, малина, липа, подсолнечник, донник и луговое разнотравье. Основные сорта мёда: липовый таёжный, цветочный, гречишный и серпуховый. Производственный объём — 800 тонн мёда в год.
Растениеводство
Растениеводство.
По состоянию на 2018 год выращивается соя, тритикале и пшеница, озимый и яровой ячмень, гречиха, озимая и яровая рожь, овёс, кукуруза и подсолнечник на зерно, горох, фасоль, лен, картофель, овощные и бахчевые культуры, однолетние и многолетние травы, кормовые корнеплоды.
Среди овощей распространены капуста, свёкла, морковь, чеснок, лук, огурцы, помидоры и зелень (щавель, базилик, укроп, кинза, руккола). В плодово-ягодных насаждениях собирается урожай земляники, жимолости, яблок, груш, малины и смородины.
Соя — основная сельскохозяйственная культура Амурской области. За последние восемь лет в Амурской области отмечается стабильный рост площади пашни вовлекаемой в сельскохозяйственный оборот. К 2024 году планируется увеличить посевную площадь до 1,5 млн га и достичь валового сбора сои в объёме 2,2 млн тонн, зерновых культур свыше 1,1 млн тонн.
В 2022 году абсолютный рекорд по сбору сои 1600 тыс. тонн (+40% к 2021), при урожайности 18,7 ц/га (+ 19%). Зерновые культуры превысили показатели прошлого года на 6%. Картофеля произведено более 30 тыс. тонн(+180%). Овощей собрано свыше 8,5 тыс. тонн(+54%). Производство изолята соевого белка по итогам 2022 года ожидается около 5 тыс. тонн (в 2 раза больше, чем в 2021 году)
В 2020 году было собрано 417,5 тыс. тонн зерна (+15,4 % к 2019), сои 978,6 тыс. тонн (+13,4 %). Задача на 2021 год увеличить объёмы производства зерновых культур — до 530 тыс. тонн и сои — до 1,3 млн тонн. В планах увеличить уровень самообеспеченности региона овощами и картофелем.
В 2018 году посевная площадь 1280 тыс.га, из них соя — 990 тыс.га (+26 тыс.га к 2017), зерновые — 204 тыс.га (+2 тыс.га), картофель — 13,7 тыс.га (+7 тыс.га), овощебахчевые — 2,8 тыс.га (+0), кормовые культуры — 71 тыс.га (+2 тыс.га). Валовый сбор зерновых в 2018 году составил 360 тыс. тонн в бункерном весе (-35 тыс.тонн), сои — 1055 тыс. тонн (-210 тыс.тонн), картофеля — 201 тыс. тонн, овощей — 49 тыс. тонн. Средняя урожайность зерновых на посевную площадь составила — 17,6 ц/га, сои — 10,7 ц/га.
Амурагроцентр имеет мощности по производству гидратированного соевого масла, рафинированного дезодорированного соевого масла, соевого пищевого шрота, соевого кормового тостированного шрота, экструдированной кормовой сои, полнорационных комбикормов и комбикормов-концентратов, белково-витаминно-минеральных концентратов и премиксов. Его подразделение, МЭЗ «Амурский», единственный в стране, начал производить соевый изолят с содержанием белка 90 % и соевую пищевую клетчатку.
| тыс. гектар | 1486 | 1623,5 | 1082,1 | 659,5 | 576,4 | 790,3 | 1165,1 | 1137,4 |

### Транспорт
- Транссибирская магистраль
- Байкало-Амурская магистраль
- Амуро-Якутская железнодорожная магистраль
- Железнодорожная линия Улак — Эльга
- Федеральная автомобильная дорога Р-297 «Амур»
- Федеральная автомобильная дорога А-360 «Лена»
- аэропорт Игнатьево
- судоходство по рекам Амур и Зея
- нефтепровод Восточная Сибирь — Тихий океан
- строящийся Амурский газоперерабатывающий завод
- строящийся газопровод Сила Сибири

## Образование
В Амурской области действует три государственных университета, государственная медицинская академия и высшее общевойсковое командное училище.

## Региональные СМИ
Основным оператором цифрового и аналогового эфирного телерадиовещания в Амурской области является Амурский областной радиотелевизионный передающий центр (филиал РТРС «Амурский ОРТПЦ»).

## Связь

### Мобильная связь
В Амурской области действуют сети сотовой связи следующих мобильных операторов:
- Билайн (ПАО «Вымпел-Коммуникации»)
- МТС
- Ростелеком
- Yota (виртуальный оператор, сеть Мегафон)

### Интернет-провайдеры
- Билайн (ПАО «Вымпел-Коммуникации»)
- Ростелеком
- ТТК
- МТС
- Кабельные системы
- Телевокс
- Альфанет Телеком
- Giga-net Телеком
- СатКом